# Hideaki sasaoka
hideaki sasaoka（2000年〈平成12年〉9月23日 - ）は、日本の歌手、シンガーソングライターである。埼玉県出身。本名は笹岡秀旭。身長173cm。血液型はO型。愛称は「笹岡」「ささちゃん」「ひで」「ひでおか」など。

## 概要
2021年にサバイバルオーディション番組PRODUCE 101 JAPAN SEASON2に練習生として参加。番組終了後にシンガーソングライターとして個人で音楽活動を開始する。2022年に自身初のデジタルEP『purple』をリリース。iTunes Store J-POPトップアルバムランキングで日本9位、総合トップアルバムランキングで日本18位を獲得。さらに初のワンマンライブ『axis』を開催し、ライブ活動を開始する。
2022年までは「笹岡秀旭」名義で活動を行っていたが、2023年より「hideaki sasaoka」へと改名。1st デジタルシングル『羽化』を携えてデビュー。最新活動については公式サイトを参照。
2025年5月17日YouTubeにて引退を発表

## 経歴

### 生い立ち
2000年9月23日に新潟県にて誕生し、幼少期に埼玉県へ引っ越す。中学生の頃、当時の親友が不登校になり辛い思いをしていた時期に、音楽に背中を押される。この出来事を契機に「歌を歌って生きていきたい」と思うようになり、歌手を目指し始める。アマチュアバンドを組んで活動したり、様々なオーディションに参加するなどして、アーティストとしての道を模索した。

### 2021年
『PRODUCE 101 JAPAN SEASON2』への参加
1月30日、『PRODUCE 101 JAPAN SEASON2』の練習生としてプロフィールが公開される。オンタクト能力評価の「自由曲(VOCAL)」では米津玄師の「感電」を堂々と歌い上げ、歌の上手さで話題を呼んだ。また、事前番組では「独特すぎて話してみたい練習生」として紹介され、注目を集めた。
番組中はグループバトルで披露したBTSの『I NEED U』でメインボーカルを、ポジションバトルで披露したいきものがかりのボーカル曲『さよなら青春』でリーダーを務め、持ち前の美声で視聴者を震撼させた。また、コンセプトバトルではオリジナル楽曲『Goosebumps』でメインボーカルを務め、グループとして1位を獲得した。この楽曲のことを本人は「運命の曲」と語り、バトル後には「僕の初勝利だったので、凄く印象的です。」と喜びをあらわにした。
6月3日に行われた第2回順位発表式にて最終順位25位となり、番組への挑戦が幕を閉じた。
個人活動の開始
6月18日に自身のTwitterアカウントとInstagramアカウントを笹岡秀旭名義で開設。続いて、7月7日にYouTubeチャンネルとSoundCloudアカウントを開設した。同日、『I LOVE YOU TOO』をYouTube及びSoundCloudで公開。自身の名前に含まれる漢字「笹」に基づいたと思われる七夕での楽曲公開は大きな話題を呼び、7月19日には10万再生を突破した。尚、この楽曲は番組中応援してくれた人達への感謝の曲として、収益化を外した状態で公表された。
その後も精力的に活動を続け、8月18日には『夏だね。』をYouTubeで公開、10月23日には『Tell me why』をYouTube及びSoundCloudで公開し、計3本の完全オリジナル楽曲を公開した。
また、カバー動画の投稿にも力を入れた。7月30日にはaikoの『カブトムシ』、9月18日には藤井風の『きらり』、そして12月24日にはギターにE-piC:2.9のにわとりを迎えて山下達郎の『クリスマス・イブ』のカバー動画をそれぞれYouTubeで公開した。
さらにこの年には計3回のYouTube Liveを行った。7月21日に「たくさん聴いてくれてありがとう放送」、9月10日に「おやすみなさいラジオ」、11月29日に「最近寒いですね放送」を実施。（現在アーカイブはすべて削除済み。）

### 2022年
2月14日に、この年初となる楽曲動画として米津玄師の『春雷』のカバー動画をYouTubeで公開する。この動画はPRODUCE 101 JAPAN SEASON2の元練習生である内田正紀とのコラボ動画である。
4月23日に『purple』をYouTubeで公開。4日後の4月27日には、自身初のデジタルEPとして『purple』をリリースすることを発表。このEPには『purple』の他、『U.F.O』『乗せて(feat. E-piC:2.9)』が収録されている。4月29日、Apple Music、Spotify、YouTube Music、LINE MUSICを始めとした各種配信サイトでリリース。同日、iTunes Store J-POPトップアルバムランキングの日本9位、総合トップアルバムランキングの日本18位を最高で獲得した。
5月1日にTikTokアカウントを開設。
ライブ活動への進出
6月3日に『出れんの!?サマソニ!? 2022』への応募を公表。一次審査を通過し、二次審査まで駒を進めた。なお、審査期間中にはYouTube Live『これからいろいろ頑張ります放送』を実施し、今後の自身の活動に対する意思表明を行った。（現在アーカイブは削除済み。）
そして8月7日及び8月11日の2日間に亘り、自身初のワンマンライブとなる「axis」を開催。会場は新宿ACB Hall。2日間で約400人を動員した。ワンマンライブの中では新曲『draw』が披露され、同曲が9月17日にYouTubeで公開された。
また、自身の22歳の誕生日である9月23日には、オリジナル楽曲『大袈裟じゃなくて』をYouTubeで公開。サムネイルには、有志のファンがユニカビジョンに掲載した誕生日広告を背景にしたセルフィ―が用いられた。
11月4日に2nd ワンマンライブ「天道と歌」を開催。会場は渋谷WWW X。約200人を動員した。また、ライブの中では新曲『limit』『cosmetic』『いっそもう』が初披露された。
11月12日、自身初のゲーム実況配信を行う。現在までに配信を行ったタイトルはFall Guys、ポケットモンスター スカーレット・バイオレット、スプラトゥーン3。

### 2023年
hideaki sasaokaとしての活動開始
1月1日、活動名を「笹岡秀旭」から「hideaki sasaoka」へと改名することを発表。改名の理由は「殻を破って、新しい自分としてリスタートするため」であると語っている。
4月2日に自身初のファンミーティング「hideaki sasaoka ファンミーティング home vol.0」を開催。会場は渋谷ばぐちか。2公演で約200人を動員した。ファンミーティングの中では様々なゲームコーナーに加え、新曲『羽化』『これから』が初披露された。
そして5月20日及び6月17日の2日間に亘り、自身初のライブツアーとなる、1st ライブツアー「hideaki sasaoka - live tour 2023 spring -」を開催。会場は渋谷TAKE OFF 7及びアメリカ村 DROPで、初の関西公演が実施された。3公演で約300人を動員。また、ツアー最終日となる6月17日には公式サイトが開設された。
デジタルシングルデビュー
9月15日に自身初のデジタルシングルとなる『羽化』をリリースし、hideaki sasaokaとして正式にデビュー。この曲には、殻を破って飛び立つという笹岡自身の意志と、聴いている人を鼓舞したいという思いが込められている。なおデビューに伴い、各プラットフォーム上での「笹岡秀旭」名義での作品は全て削除、または非公開となった。
9月24日にbirthday party & release partyを開催。会場はGRIT at Shibuya。昼夜2部制で、1部では誕生日に関連したイベントを、2部ではリリースを記念したライブを実施した。なお、2部では『擬態』を含む新曲3曲が披露された。（他2曲はタイトル未定であったが、『理由』および『標本』であることが翌年明らかになった。）2公演で約150人を動員。
また、9月30日及び10月1日、自身初のフェスとなる『第2回 ちちぶCheers‼フェスティバル』への出演を果たした。
さらに、10月のマンスリーアーティストとして、TOKYO MXで放送される『Artist#18File』へ出演。hideaki sasaokaとして初となるTV出演を果たした。

### 2024年
1月2日に『これから』のOfficial Lyric Videoショートバージョンを、さらに2月11日に『理由』のOfficial Lyric VideoショートバージョンをYouTubeで公開。その後4月12日に2作目のデジタルシングルとなる『これから』をリリースし、YouTubeにもOfficial Video公開した。
4月19日に、「hideaki sasaoka presents live - one more -」を開催。会場はSpotify O-nest。自身初の対バン形式のライブであり、共にPRODUCE 101 JAPAN SEASON2に参加した練習生から結成されたMaison Bと共演した。
4月28日にKITTE 丸の内で開催された中庭音楽祭に出演。ニューエイジ音楽祭部門に登場し、初の商業施設でのライブを行った。
また、6月2日に『SAKAE SP-RING 2024』へ出演。会場はLive & Lounge Vio。
9月3日、体調不良による活動休止を発表。年内は回復に専念する方針である。

## 人物

### 特徴
ボーカル力が高く、本人も自分の武器は歌声であると自負している。歌うことが好きで、休日にもボイトレを欠かさず行っている。中低音の方が得意であると自称しているが、爽やかで突き抜けるような高音にも定評がある。
温厚で思いやりのある性格である。PRODUCE 101 JAPAN SEASON2では、実力を評価されるも態度を注意されて落ち込むチームメートに対して「いっぱいがんばったから安心したよね。そうだよね、そりゃするよ。おめでとう!」と声をかけるなど、仲間を気遣う優しさが度々見受けられた。また、視聴者に感謝を述べるだけではなく、健康を気遣う言葉を何度も述べていた。
溢れるユーモアも魅力の1つである。エイプリルフールなどの行事に対しても積極的な姿勢を見せ、話題を呼んだ。
チャームポイントはよく動く喉仏。

### 趣味・嗜好
特技は作詞・作曲・編曲、ミキシング・マスタリングを含めた楽曲制作、カラオケで全く知らない曲をそれっぽく歌うことができること。
趣味は少年漫画を読む、カブトムシを捕まえる、料理、友人と通話をしながらのゲーム、プチ旅行。得意料理は生姜焼き。
憧れのアーティストはBTSのV、B'zの稲葉浩志、JO1の河野純喜。
座右の銘はB'zの曲「RED」の歌詞の一部である「楽はしない、偉ぶらない、誰のせいにもしない」。

## 音楽性
PRODUCE 101 JAPAN SEASON2ではアイドルとしてのデビューをかけて挑戦していたが、現在は「自身で曲や歌詞を書くことで様々な人にメッセージや歌声を届けたい」という考えのもと、ソロアーティストとして活動している。この言葉通り、笹岡秀旭名義で活動を行っていた際は、作詞作曲編曲、ミキシング・マスタリング等、ほとんどの工程を自主製作で行っていた。また、hideaki sasaokaとしてのデビューシングルでも作詞を手掛けた。
1つのことにこだわらず様々な感情を表現しながらも、辛い時には寄り添ってくれて、楽しい時には楽しい気持ちにさせてくれるような、気持ちに寄り添うことができる曲を作っていきたいと語っている。
また、ミックステープ文化に好印象を持っており、PRODUCE 101 JAPAN SEASON2の番組期間中には「いつか自分の誕生日や記念日に楽曲をアップして、応援してくださる皆さまにプレゼントしたい」と語った。この言葉通り、2021年の七夕や2022年の自身の誕生日には、ファンへの感謝と思いをつづったオリジナル楽曲『I LOVE YOU TOO』および『大袈裟じゃなくて』を公開した。

## ディスコグラフィ

### hideaki sasaokaとしての作品

#### デジタルシングル
| #   | 発売日        | タイトル | 販売形態         | 収録曲   | 備考                                                |
| --- | ------------- | -------- | ---------------- | -------- | --------------------------------------------------- |
| 1st | 2023年9月15日 | 羽化     | digital download | 羽化     | iTunes Store J-POPトップシングルランキング日本136位 |
| 2nd | 2024年4月12日 | これから | digital download | これから |                                                     |

### 笹岡秀旭としての作品

#### 参加作品
| 発売日        | 楽曲名                    | 収録CD                     | レーベル                 | 備考                                                        | 備考        |
| ------------- | ------------------------- | -------------------------- | ------------------------ | ----------------------------------------------------------- | ----------- |
| 2021年7月21日 | Let Me Fly 〜その未来へ〜 | PRODUCE 101 JAPAN SEASON 2 | LAPONEエンタテインメント | 第36回日本ゴールドディスク大賞Concept album of the year受賞 |             |
| 2021年7月21日 | Goosebumps                | PRODUCE 101 JAPAN SEASON 2 | LAPONEエンタテインメント | 第36回日本ゴールドディスク大賞Concept album of the year受賞 | 八men鳥名義 |

## ミュージックビデオ

### hideaki sasaokaとしての作品

#### オリジナル楽曲
| 公開日 | 公開日  | 曲名     | 制作                                        |
| ------ | ------- | -------- | ------------------------------------------- |
| 2023年 | 9月17日 | 羽化     | Lyric: hideaki sasaoka Composer: nullpencil |
| 2024年 | 2月11日 | 理由     | Lyric: hideaki sasaoka                      |
| 2024年 | 4月12日 | これから | Lyric: hideaki sasaoka                      |

### 笹岡秀旭としての作品（2023年9月8日を以て公開終了）

#### オリジナル楽曲
| 公開日 | 公開日   | 曲名             | 制作                    |
| ------ | -------- | ---------------- | ----------------------- |
| 2021年 | 7月7日   | I LOVE YOU TOO   | Words & Music: 笹岡秀旭 |
| 2021年 | 8月18日  | 夏だね。         | Words & Music: 笹岡秀旭 |
| 2021年 | 10月23日 | Tell me why      | Words & Music: 笹岡秀旭 |
| 2022年 | 4月23日  | purple           | Words & Music: 笹岡秀旭 |
| 2022年 | 9月17日  | draw             | Words & Music: 笹岡秀旭 |
| 2022年 | 9月23日  | 大袈裟じゃなくて | Words & Music: 笹岡秀旭 |

#### カバー楽曲
| 公開日 | 公開日   | 曲名                                       | 原曲                         | 制作                                                              |
| ------ | -------- | ------------------------------------------ | ---------------------------- | ----------------------------------------------------------------- |
| 2021年 | 7月30日  | カブトムシ-aiko cover 笹岡秀旭             | aiko『カブトムシ』           | Vocal & Arrange & Mix: 笹岡秀旭                                   |
| 2021年 | 9月18日  | きらり-藤井風 cover 笹岡秀旭               | 藤井風『きらり』             | Vocal & Arrange & Mix: 笹岡秀旭                                   |
| 2021年 | 12月24日 | クリスマス・イブ（山下達郎）cover 笹岡秀旭 | 山下達郎『クリスマス・イブ』 | Vocal & Mix: 笹岡秀旭、Guitar: E-piC:2.9                          |
| 2022年 | 2月14日  | 春雷（米津玄師）cover 笹岡秀旭 内田正紀    | 米津玄師『春雷』             | Vocal & Arrange & Mix: 笹岡秀旭、Vocal & Guitar & Video: 内田正紀 |

#### ライブ映像
| 公開日 | 公開日   | タイトル                                                    | 備考 |
| ------ | -------- | ----------------------------------------------------------- | --- |
| 2022年 | 12月24日 | 渋谷WWWX 笹岡秀旭ワンマンライブ「天道と歌」丸サ進行メドレー | 2022年11月4日公演で披露したメドレー映像。『丸ノ内サディスティック』『愛を伝えたいだとか』『今夜はブギー・バック』『YOUNG』『draw』の全5曲で構成。 |

## ライブ
ここでは2021年に個人活動を開始してから出演したライブ情報について記載する。

### hideaki sasaokaとしての活動

#### フェス・イベント
| 公演日 | 公演日            | 公演名                            | 会場                              | 備考                                                                               |
| ------ | ----------------- | --------------------------------- | --------------------------------- | ---------------------------------------------------------------------------------- |
| 2023年 | 9月30日 - 10月1日 | 第2回 ちちぶCheers‼フェスティバル | 西武秩父駅前温泉 祭の湯（埼玉県） | 秩父地域の地酒やグルメを堪能しながら楽しむ音楽フェスの、野外ステージイベントに出演 |
| 2024年 | 4月28日           | 中庭音楽祭                        | KITTE丸の内（東京都）             | ニューエージ音楽祭に出演、4月27日-5月6日にかけて開催                               |
| 2024年 | 6月2日            | SAKAE SP-RING 2024                | Live & Lounge Vio（愛知県）       | 東海地区最大のライブサーキット、6月1日-6月2日にかけて開催                          |

## 出演

### hideaki sasaokaとしての出演

#### テレビ番組
- Artist#18File (2023年10月4日 - 10月25日、TOKYO MX)

### 笹岡秀旭としての出演

#### 配信番組
- PRODUCE 101 JAPAN SEASON2 (2021年4月8日 - 6月13日、GYAO!・TBS＜最終回のみ＞)

## 関連映像

### hideaki sasaokaとしての映像
・hideaki sasaokaのオハコうた「感電/米津玄師」【Artist# 18File】（2023年10月12日、Youtube - カラオケDAM公式チャンネル）

### 笹岡秀旭としての映像
・PRODUCE 101 JAPAN SEASON2（2021年2月1日 - 2021年6月4日、YouTube - PRODUCE 101 JAPAN SEASON2）
| 評価名           | 曲名                       | 原曲アーティスト名 | パフォーマンスメンバー                                             |
| ---------------- | -------------------------- | ------------------ | ------------------------------------------------------------------ |
| オンタクト評価   | 感電                       | 米津玄師           |                                                                    |
| レベル分け評価   | 24H                        | SEVENTEEN          | 阿部創、木村柾哉、小池俊司、小林大悟                               |
| レベル分け再評価 | Let Me Fly 〜その未来へ〜  | オリジナル         | 同番組に出演した練習生のうちオンタクト評価を通過した60人           |
| グループバトル   | I NEED U                   | BTS                | 井筒裕太、内田正紀、篠ケ谷歩夢、三佐々川天輝、安江律久             |
| ポジションバトル | さよなら青春               | いきものがかり     | 上田将人、小堀柊、阪本航紀、四谷真佑                               |
| コンセプトバトル | Goosebumps                 | オリジナル         | 池﨑理人、上田将人、小池俊司、田島将吾、中野海帆、西島蓮汰、西洸人 |
| コンセプトバトル | Goosebumps 全体1位特典映像 | オリジナル         | 池﨑理人、上田将人、小池俊司、田島将吾、中野海帆、西島蓮汰、西洸人 |